# Verwaltungsgemeinschaft Falkenstein (Oberpfalz)
Die Verwaltungsgemeinschaft Falkenstein liegt im Oberpfälzer Landkreis Cham und wird von folgenden Gemeinden gebildet:
1. Falkenstein, Markt, 3430 Einwohner, 45,47 km²
2. Michelsneukirchen, 1747 Einwohner, 32,83 km²
3. Rettenbach, 1803 Einwohner, 27,11 km²

Sitz der Verwaltungsgemeinschaft ist Falkenstein.